# 雅克·瓦拉赫
雅克·瓦拉赫（荷蘭語：Jacques Wallage，發音：[ˈʒɑk ˈʋɑlaːɣə]；1946年9月27日—），荷蘭工黨政治人物和社會學家。曾任國會二院議員、格羅寧根市長等職務。目前已退休。

## 外部連結
- （荷蘭語） Prof.Drs. J. (Jacques) Wallage （页面存档备份，存于） Parlement & Politiek